# Undogmatische Linke
Undogmatische Linke bezeichnet Strömungen innerhalb der politischen Linken, die nicht von feststehenden Wahrheiten („Dogmata“) ausgehen. Sie grenzt sich damit von als dogmatisch begriffenen Strömungen innerhalb der Linken ab. Hierzu gehören insbesondere traditionell kommunistische Parteien (zum Beispiel der DKP), der so genannte Wissenschaftliche Sozialismus und als dogmatisch verstandene Teile der Neuen Linken. Der Begriff „Undogmatische Linke“ wird oft als Selbstbezeichnung verwendet.

## Historische Verwendung
Seit den 1960er-Jahren galten die linkspolitischen Menschen, die sich nicht in einer Partei organisieren wollten, als der Undogmatischen Linken angehörig, so das 1969 gegründete Sozialistische Büro. Die Undogmatische Linke bezeichnet eine politische und gesellschaftliche Strömung, die sich vom Realsozialismus und besonders in den 70er und 80er Jahren von den Teilen der Linken, die von der sogenannten Stamokap-Theorie des Instituts für Gesellschaftswissenschaften der DDR geprägt waren, abgrenzt. Politische Virulenz besaß dieser Begriff insbesondere bei den Jusos, dem Jugendverband der SPD, in der Zeit der Flügelkämpfe zwischen Reformsozialisten, welche diese Bezeichnung alternativ für sich wählten, und den sogenannten Stamokaps in den 1970er bis 1990er Jahren. Synonym wurde damals auch der Begriff „Demokratische Linke“ genutzt.
An der Universität Frankfurt war die Undogmatische Linke besonders aktiv und in den 1970er/1980er Jahren zugleich eine studentische Hochschulgruppe, die jahrelang den AStA stellte und gleichsam der offizielle Arm der Sponti-Bewegung war. Im bundesweiten Studierendenstreik (Nov. 1988 – Feb. 1989) war sie als linkspolitische parteiungebundene Hochschulgruppe in Frankfurt/Main aktiv. Erst Ende der 1990er Jahre löste sich die Gruppe auf.
1989 wurde von zwei autonomen Gruppen in Norddeutschland „Avanti – Projekt undogmatische Linke“ gegründet, eine Organisation, die sich gegen organisatorischen „Autoritarismus“ stellt und der Öffentlichkeit ihre politischen Inhalte näher bringen möchte. Unter den Autonomen folgten in den 1990er Jahren weitere ähnliche Zusammenschlüsse in anderen Regionen. Wahrscheinlich schlossen sich die meisten dieser Zusammenschlüsse später dem Netzwerk Interventionistische Linke an. Dort sind aber nicht allein Autonome und Postautonome organisiert.